# Mercedes Cup 2008 - Qualificazioni singolare
Le qualificazioni del singolare  del Mercedes Cup 2008 sono state un torneo di tennis preliminare per accedere alla fase finale della manifestazione. I vincitori dell'ultimo turno sono entrati di diritto nel tabellone principale. In caso di ritiro di uno o più giocatori aventi diritto a questi sono subentrati i lucky loser, ossia i giocatori che hanno perso nell'ultimo turno ma che avevano una classifica più alta rispetto agli altri partecipanti che avevano comunque perso nel turno finale.
Le qualificazioni del torneo Mercedes Cup  2008 prevedevano 16 partecipanti di cui 4 sono entrati nel tabellone principale.

## Teste di serie
1. Tejmuraz Gabašvili (primo turno)
2. Jan Hernych (ultimo turno)
3. Jurij Ščukin (Qualificato)
4. Santiago Giraldo (Qualificato)

1. Matthias Bachinger (ultimo turno)
2. Adrián Menéndez Maceiras (ultimo turno)
3. Lukáš Rosol (Qualificato)
4. Laurent Recouderc (ultimo turno)

## Qualificati
1. Martin Fischer
2. Lukáš Rosol

1. Jurij Ščukin
2. Santiago Giraldo

## Tabellone

### Legenda
| - Q = Qualificato - WC = Wild card - LL = Lucky loser | - ALT = Alternate - SE = Special Exempt - PR = Protected Ranking | - w/o = Walkover - r = Ritirato - d = Squalificato |

### Sezione 1
|  | Primo turno | Primo turno        | Primo turno        | Primo turno | Primo turno |  |  | Ultimo turno | Ultimo turno      | Ultimo turno      | Ultimo turno | Ultimo turno |  |
|  |             |                    |                    |             |             |  |  |              |                   |                   |              |              |  |
|  |             | Martin Fischer     | Martin Fischer     | 7           | 7           |  |  |              |                   |                   |              |              |  |
|  | 1           | Tejmuraz Gabašvili | Tejmuraz Gabašvili | 62          | 5           |  |  |              | Martin Fischer    | Martin Fischer    | 6            | 6            |  |
|  | 8           | Laurent Recouderc  | 2                  | 6           | 3           |  |  | 8            | Laurent Recouderc | Laurent Recouderc | 4            | 2            |  |
|  |             | Rainer Eitzinger   | 6                  | 3           | 2r          |  |  |              |                   |                   |              |              |  |

### Sezione 2
|  | Primo turno | Primo turno          | Primo turno       | Primo turno | Primo turno |  |  | Ultimo turno | Ultimo turno | Ultimo turno | Ultimo turno | Ultimo turno |  |
|  |             |                      |                   |             |             |  |  |              |              |              |              |              |  |
|  | 2           | Jan Hernych          | 7                 | 3           | 7           |  |  |              |              |              |              |              |  |
|  |             | Sébastien de Chaunac | 5                 | 6           | 6(1)        |  |  | 2            | Jan Hernych  | Jan Hernych  | 2            | 5            |  |
|  | 7           | Lukáš Rosol          | Lukáš Rosol       | 6           | 6           |  |  | 7            | Lukáš Rosol  | Lukáš Rosol  | 6            | 7            |  |
|  |             | Jean-René Lisnard    | Jean-René Lisnard | 4           | 2           |  |  |              |              |              |              |              |  |

### Sezione 3
|  | Primo turno | Primo turno              | Primo turno   | Primo turno | Primo turno |  |  | Ultimo turno | Ultimo turno             | Ultimo turno | Ultimo turno | Ultimo turno |  |
|  |             |                          |               |             |             |  |  |              |                          |              |              |              |  |
|  | 3           | Jurij Ščukin             | Jurij Ščukin  | 6           | 6           |  |  |              |                          |              |              |              |  |
|  |             | Louk Sorensen            | Louk Sorensen | 3           | 3           |  |  | 3            | Jurij Ščukin             | 4            | 6            | 6            |  |
|  | 6           | Adrián Menéndez Maceiras | 7             | 3           | 6           |  |  | 6            | Adrián Menéndez Maceiras | 6            | 3            | 4            |  |
|  |             | Tomáš Zíb                | 5             | 6           | 1           |  |  |              |                          |              |              |              |  |

### Sezione 4
|  | Primo turno | Primo turno        | Primo turno        | Primo turno | Primo turno |  |  | Ultimo turno | Ultimo turno       | Ultimo turno       | Ultimo turno | Ultimo turno |  |
|  |             |                    |                    |             |             |  |  |              |                    |                    |              |              |  |
|  | 4           | Santiago Giraldo   | Santiago Giraldo   | 6           | 6           |  |  |              |                    |                    |              |              |  |
|  |             | Kevin Sorensen     | Kevin Sorensen     | 1           | 2           |  |  | 4            | Santiago Giraldo   | Santiago Giraldo   | 7            | 6            |  |
|  | 5           | Matthias Bachinger | Matthias Bachinger | 6           | 6           |  |  | 5            | Matthias Bachinger | Matthias Bachinger | 5            | 2            |  |
|  |             | Daniel Krajnovic   | Daniel Krajnovic   | 1           | 1           |  |  |              |                    |                    |              |              |  |